# Фотостабілізатор
Фотостабілізатор (англ. photostabilizer, рос. фотостабилизатор) — речовина, яка здатна підвищувати світлостійкість матеріалів, гасячи збуджені стани молекул і тим самим інгібуючи їх деструкцію.